# ババロア

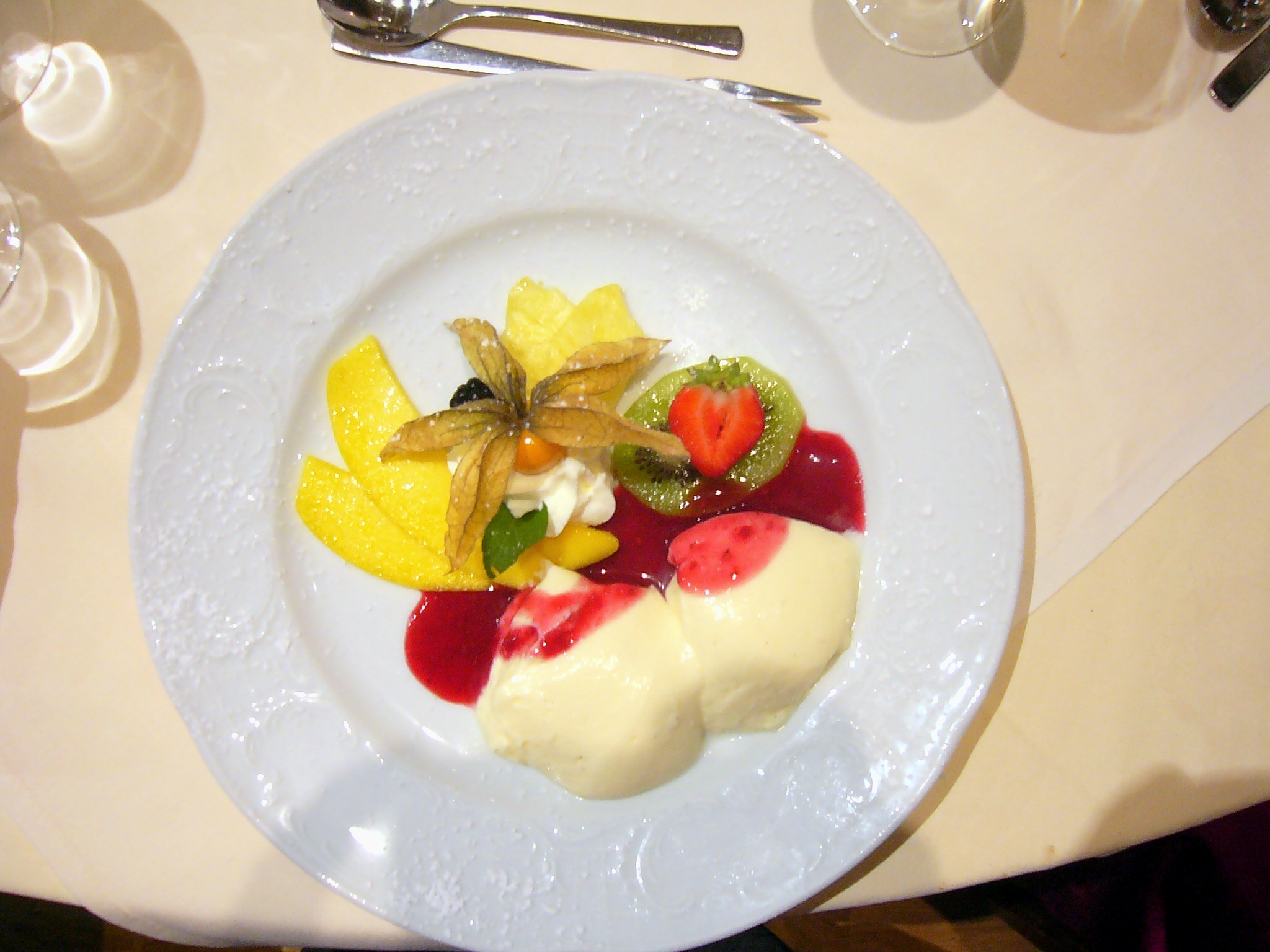
ババロア・フルーツ添え

ババロアまたはバヴァロワ（仏: bavarois）は、プディング状の洋菓子の一種。

## 概要
「バヴァロワ」はフランス語で「バイエルンの」を意味する言葉で、バイエルン王国（バヴァリア）の貴族のためにシェフが考案した物とも、1815年にアントナン・カレームがバヴァリア地方にあった温かい飲み物を元に考案したとも言われる。チーズは入っていないが、当時はフロマージュ・ババロアと呼ばれた。また、作るにあたってカスタードクリーム（クレーム・アングレーズ）を用いるのも特徴である。
類似したものにムースがあるが、これは泡立てた卵白や果汁を自然に固めたものであり、ゼラチンを用いるババロアとは異なる。概してムースの方がふんわりと軽い食感があり、これに対しババロアは、使用される卵黄や乳製品の風味が直接に伝わる食感をもつ。また別の素材との組み合わせ例が多いムースとは別に、ババロアは概ね単独で味わうものである。
日本でも普及し、苺やバナナなどの果物、抹茶、紅茶などを混ぜて調理されることがある。家庭用には「ババロアの素」などと称する、ある程度の材料を混ぜて粉末状に加工しておき、簡単な手順でババロアを作れる商品も広く販売されている。

## 作り方
ゼラチンを水でふやかしておき、湯煎しながら卵黄と砂糖を泡立て器で混ぜる。鍋に牛乳を入れ、火にかけゼラチンを入れて溶かし、混ぜた卵黄と砂糖に加え、泡立てた生クリームと卵白を混ぜ、型に流しいれて冷やし固める。型から抜くときには型を熱湯などで加熱したり、隙間から空気を入れるなどするときれいに取れる。